# Oldenlandia decipiens
Oldenlandia decipiens är en måreväxtart som beskrevs av Theodoric Valeton. Oldenlandia decipiens ingår i släktet Oldenlandia och familjen måreväxter. Inga underarter finns listade i Catalogue of Life.